# Elektronische Identität

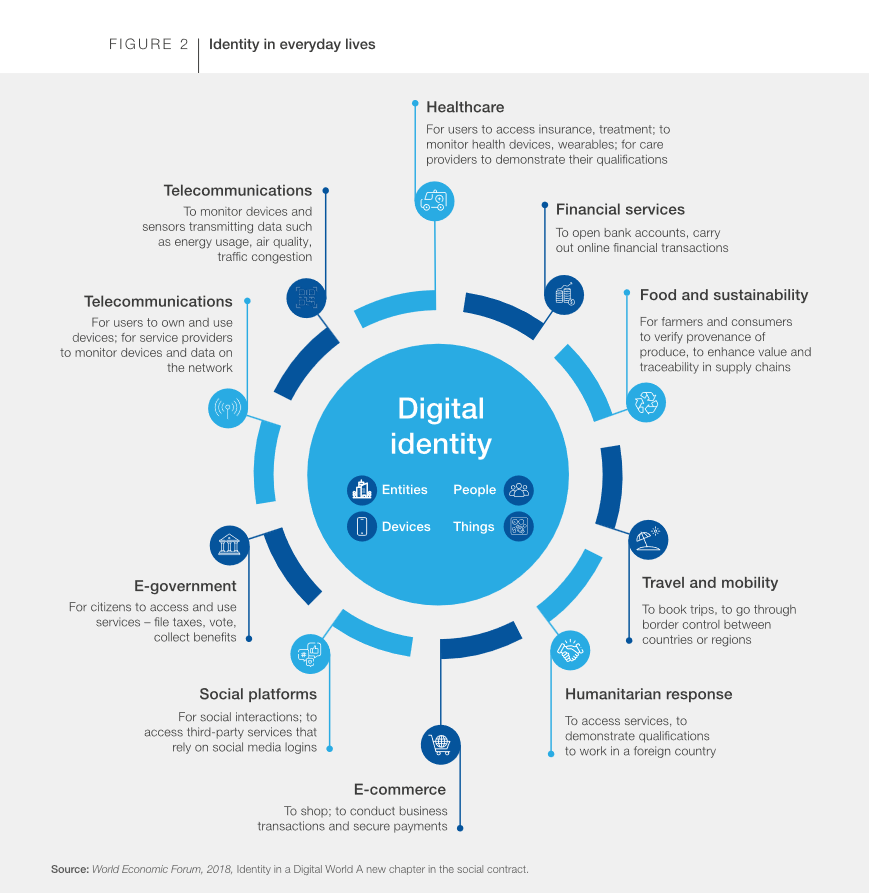
Digitale Identität und ihre Vernetzung (WEF 2018/22)

Als digitale/elektronische Identität (eID, e-ID), auch digitale/elektronische Identifikation oder digitale/elektronische Identifizierung, werden digitale Identitätsnachweise von Bürgern oder Organisationen bezeichnet. Die einfachen eIDs, mit Login und Passwort, haben ein sehr niedriges Sicherheitsniveau. Ein höheres bieten u. a. die (staatlich) zertifizierten, die auch staatlich ausgegeben werden können (niedrig: eID-Registrierungsnummer, Name, Vorname, Geburtsdatum; substanziell: zusätzlich Geschlecht, Geburtsort, Staatsangehörigkeit; hoch: zusätzlich ein Gesichtsbild).
Eine eID kann verwendet werden, um auf Dienste zuzugreifen, die von Behörden, Banken und anderen Organisationen, Unternehmen angeboten werden, wie z. B. für online oder mobile Zahlungen, behördliche Leistungen und anderes mehr.
Neben online Authentifizierung und Login bieten viele der elektronischen Identitätsdienste den Benutzern auch die Möglichkeit, elektronische Dokumente digital zu signieren (elektronische Unterschrift). Eine zunehmende Anzahl Länder verwenden eIDs auch bei Wahlen.
Eine eID kann auf verschiedenen Trägern gespeichert werden – Apps auf mobilen Geräten, sogenannte mobile Ausweise (zum Beispiel mDowód Funktion der polnischen App mObywatel). Einige Länder ermöglichen die Funktion einer elektronischen Identität auf dem RFID-Chip ihrer elektronischen Personalausweise und (für Ausländer) elektronischen Aufenthaltstitel oder eID-Karten, durch NFC-fähige Mobilfone mit den entsprechenden mobilen Apps (z. B. AusweisApp2 in Deutschland, e-DO App in Polen). Finnland, Norwegen, Polen und Schweden akzeptieren auch von Banken ausgestellte eIDs (auch als BankID bezeichnet) zur Identifizierung.
Zu den Ländern, in denen derzeit von der Regierung, ihrer zuständigen Behörde, eIDs ausgestellt werden, gehören Afghanistan, die baltischen Länder Estland, Lettland und Litauen, Bangladesch, Belgien, Bulgarien, Chile, Deutschland, Finnland, Guatemala, Indien, Indonesien, Israel, Italien, Luxemburg, Malta, Marokko, Mauritius, Niederlande, Nigeria, Pakistan, Peru, Polen, Portugal, Rumänien, Spanien, Slowakei.
In der Kategorie Elektronische Identitäten können Artikel eID-Systemen gefunden werden. 

## eID in der EU

### Rechtliches
Gemäß der EU-Verordnung Nr. 910/2014 (eIDAS-Verordnung), die als europaweites Anmeldesystem bezeichnet wird, akzeptieren alle Organisationen, die öffentliche digitale Dienste in einem EU-Mitgliedstaat bereitstellen, ab dem 29. September 2018 die elektronische Identifizierung, ausgestellt in jedem der EU-Mitgliedstaaten. Durch die EU-Verordnung 2024/1183 sind die EU-Mitgliedsstaaten verpflichtet, bis zum Herbst 2026 ihren Bürgern eine elektronische Brieftasche („ID-Wallet“) für die elektronische Identifizierung zur Verfügung zu stellen.

## eID in den Ländern

### Lösungen und Anbieter in Übersicht
Deutschland
Seit 2010 gibt es den elektronischen Personalausweis mit einem Chip, auf dem der Name, die Anschrift und der Geburtstag gespeichert sind. Diese eID gibt der Staat heraus. Seit 2017 ist die Onlinefunktion automatisch freigeschaltet, was vorher nur auf Verlangen der Nutzer geschah. Die AusweisApp2, die ein NFC-fähiges Smartphone oder USB-Kartenlesegerät voraussetzt, wurde bisher (2020) über 4 Millionen Mal heruntergeladen (knapp 5 % der Einwohner). 2020 wurde die Onlineidentifizierung mit der deutschen eID zwischen 2,5 und 3 Millionen Mal genutzt (3 bis 3,5 % der Einwohner). Noch zu wenige Unternehmen akzeptieren die deutsche staatliche eID, bloß rund dreißig private Anbieter greifen auf sie zu.
Gematik: Die Einführung der eID im Bereich der gesetzlichen Krankenversicherung wurde verschoben (siehe auch Telematikinfrastruktur).
Norwegen
- Herausgeber: 3 kommerzielle Anbieter (BankID, Buypass, Commfides) und 1 staatlicher (MiniID)
- eID: verschiedene Lösungen auf verschiedenen Sicherheitsstufen für E-Verwaltung, E-Finance und E-Commerce

Vier verschiedene Systeme von vier Anbietern, die unterschiedliche Sicherheitsniveaus haben und die Norwegens Digitalisierungsagentur koordiniert, damit sie kompatibel sind. Die Agentur selbst bietet ferner die MinID an, mit einer staatlich vergebenen nationalen Identitätsnummer, einer Mobiltelefonnummer oder einer Mailadresse und einer Strichliste mit PIN-Codes (Stand 2020). Parallel dazu geben die Banken eine BankID aus, die ähnlich wie die schwedische Lösung aufgebaut ist, die Bank bestätigt im Onlineverkehr die Identität eines Nutzers. In Norwegen werden die sicherheitsrelevanten Daten auf dem Mobiltelefon gespeichert. Die BankID ist die meistgenutzte eID-Lösung in Norwegen mit 3,7 Millionen Nutzern (rund 70 % der Einwohner). Im Weiteren bietet die private Firma Buypass ebenfalls eine eID an, die auf einer eigens herausgegebenen Smartcard beruht, die über einen Kartenleser im Onlineverkehr ausgelesen wird.
Schweden
- Herausgeber: Netzwerk von 10 verschiedenen Banken – Danske Bank, SEB, Skandia, Swedbank und weitere (BankID)
- eID: Bankidentifikation für E-Verwaltung, E-Finance und E-Commerce

Seit 2003 gibt es die BankID, eine einheitliche eID, die zehn Banken, wie die SEB, Nordea oder die Danske Bank, herausgeben und die rund 8 Millionen Menschen nutzen (rund 80 % der Einwohner). Grundlage sind die Identifizierungssysteme der Banken, die bei einer Kontoeröffnung die Identität ihrer Kunden zweifelsfrei feststellen müssen. Diese geprüfte Identität nutzen die Banken dann als BankID, die sowohl private Unternehmen wie auch der Staat, der auch die eID überwacht, akzeptieren.
Schweiz → Elektronische Identität (Schweiz)
- Herausgeber: staatlich-privates Konsortium SwissSign (SwissID), öffentliche und kommerzielle Anbieter (u. a. trustID)
- eID: verschiedene Lösungen auf verschiedenen Sicherheitsstufen für E-Verwaltung, E-Finance und E-Commerce (das E-ID-Gesetz sieht die Möglichkeit staatlicher Zertifizierung durch eine Bundesbehörde vor)

## Kritik
Im Juni 2025 haben etwa 30 Organisationen und 130 Personen in einen gemeinsamen Appell davor gewarnt, Identitätssysteme so aufzubauen, dass sie Ort und Zeit jeder Verwendung einer Identität tracken können, entweder beim Verifikationsprozess oder durch „nach Hause telefonieren“ der App. Dies würde die Privatsphäre durch zentralisierte Überwachung und Kontrolle aushöhlen und weiteres Missbrauchspotenzial eröffnen. Zu den Unterzeichnern gehören u. a. die American Civil Liberties Union, die Electronic Frontier Foundation, Bruce Schneier und Brendan Eich.

### Länder, amtliche Quellen
Deutschland
- Elektronische Identität, Bundesamt für Sicherheit in der Informationstechnik (BSI), bsi.bund.de

Österreich
- Identität für elektronische Geschäfte, Bundesministerium für Digitalisierung und Wirtschaftsstandort, auf oesterreich.gv.at

Schweiz
- Elektronische Identität (eID, E-ID – Verwaltung, Kantone, Bund, auf Web von E-Government Schweiz, egovernment.ch)
- E-ID umsetzen – E-ID als Projekt der Verwaltung, Bundesamt für Polizei fedpol, auf Web von E-Government Schweiz, egovernment.ch

### Zertifizierte Lösungen und Anbieter
Schweiz
- SwissID, swissid.ch der SwissSign Group, swisssign-group.com
- trustID, trustid.ch, der CloudTrust, einer Gruppe der ELCA Informatik / ELCA Informatique, elca.ch

### EU
Artikel
- Digitale Identität für alle Europäer/innen, Website der Europäischen Kommission
- Zugang zu digitalen Diensten: EU-Bürger sollen sich online mit E-ID identifizieren können, dpa/Zeit Online, 1. November 2020
- Katharina Jochum: Die EU will eine E-ID umsetzen – In wenigen Monaten soll ein Vorschlag der EU-Kommission für eine "europäische digitale Identifizierung" vorliegen, inside-it.ch, 2. November 2020
- Jorge Valero and Samuel Stolton: Rat wünscht sich EU-weite elektronische Ausweise ab Mitte 2021, ins Deutsche von Tim Steins, euractiv.com/.de/.fr, 9. September 2020